# Werner Koroschitz
Werner Koroschitz (* 1961) ist ein österreichischer Historiker und Autor.
Seine wissenschaftlichen Schwerpunkte liegen bei kultur- und zeitgeschichtlichen Themen wie Arbeitergeschichte, Erinnerungskultur, Minderheitenpolitik, nationalsozialistische Täterforschung, Migration, Tourismus und Jugendbewegung. Neben seiner Autorentätigkeit ist er Ausstellungskurator und wirkt an Dokumentation mit. Er lebt und arbeitet in Villach.

## Verein VIA
Koroschitz ist wissenschaftlicher Leiter des 1996 gegründeten Vereins VIA – Verein Industriekultur und Alltagsgeschichte. Der Verein verfolgt laut Eigendarstellung den Ansatz einer weitreichend egalitären Form der Geschichtsvermittlung.

## Werke
- mit Horst Ebner und Alexandra Schmidt: Werkstatt Villach 1900–2000. Arbeit und Freizeit im Wandel. VIA/Werner Koroschitz, 2002.
- mit mehreren Autoren: Heiss umfehdet, wild umstritten. Geschichtsmythen in Rot-Weiss-Rot. Drava/Založba Drava Verlag, Klagenfurt/Celovec 2005.
- mit Lisa Rettl: Ein korrekter Nazi. Oskar Kraus. Drava/Založba Drava Verlag, Klagenfurt/Celovec 2006.
- mit Tamara Pinter: game over. Eine Industriegeschichte. Drava/Založba Drava Verlag, Klagenfurt/Celovec 2006.
- mit mehreren Autoren: Der Onkel aus Amerika. Aufbruch in eine neue Welt. Drava/Založba Drava Verlag, Klagenfurt/Celovec 2006.
- mit Lisa Rettl, Uli Vonbank-Schedler: Baby an Bord. Mit dem Kinderwagen durch das 20. Jahrhundert. Czernin Verlag, Wien 2007, ISBN 978-3-7076-0254-8.
- My Generation 1968–2008. Drava/Založba Drava Verlag, Klagenfurt 2008, ISBN 978-3-85435-570-0.
- mit Lisa Rettl: Wir gehörten hierher... Slowenischen Kulturverein Zarja, Bad Eisenkappel/Slovensko prosvetno društvo Zarja, Železna Kapla, 2008, ISBN 978-3-85435-538-0.
- 100 Jahre Kärntner Almwirtschaftsverein. 1909–2009. Kärntner Almwirtschaftsverein, 2009.
- mit Uli Vonbank-Schedler: Kein schöner Land. NS-Opfer in Murau. Stadt- und Handwerksmuseum Murau, 2012, ISBN 978-3-85435-532-8.
- Ans Meer. Geschichte des Adriaurlaubes. VIA/Werner Koroschitz, 2012, ISBN 978-3-200-02622-3.
- mit mehreren Autoren: Im besten Einvernehmen. Antisemitismus und NS-Judenpolitik im Bezirk Villach. Johannes Heyn Verlag, Klagenfurt 2015, ISBN 978-3-7084-0524-7.
- mit Nadja Danglmaier: Nationalsozialismus in Kärnten. StudienVerlag, Innsbruck 2015, ISBN 978-3-7065-5244-8.
- mit Uli Vonbank-Schedler: Kunst des Vergessens. Johannes Heyn Verlag, Klagenfurt 2015, ISBN 978-3-7084-0550-6.
- mit mehreren Autoren: Vermessung/Meritev. Über die „rassenkundliche“ Untersuchung in St. Jakob im Rosental. Mohorjeva/Hermagoras Verlag, Klagenfurt 2018, ISBN 978-3-7086-1029-0.
- mit mehreren Autoren: Zimmer frei. Die Entwicklung der „Fremdenpflege“ in Kärnten. Johannes Heyn Verlag, Klagenfurt 2018, ISBN 978-3-7084-0609-1.
- mit mehreren Autoren: Alles Dobratsch. Stadt Blick Berg. Drava/Založba Drava Verlag, Klagenfurt/Celovec 2018.
- drunter & drüber. Themenwanderweg Großfragant. VIA/Werner Koroschitz, 2019.
- mit Michael Koschat: Vererbtes Schweigen, verdrängte Erinnerung. Velden unterm Hakenkreuz 1938–1945. Mohorjeva/Hermagoras Verlag, Klagenfurt 2021, ISBN 978-3-7086-1116-7.
- Wem zu Ehren? Kritischer Bericht zu einigen Villacher Straßennamen im Kontext missbräuchlicher Erinnerungskultur. Museum der Stadt Villach, Villach 2021, ISBN 978-3-901919-31-2.
- mit Angelika Kampfer: Auf der Alm. Mohorjeva/Hermagoras Verlag, Klagenfurt 2022, ISBN 978-3-7086-1266-9.